# Claude von Aarberg-Valangin
Claude von Aarberg-Valangin (* vor 1447; † 31. März 1517) war Herr von Valangin.

## Leben
Claude von Aarberg-Valangin entstammte einer Seitenlinie des Geschlechts der Grafen von Aarberg und war der jüngere Sohn von Johann III. von Aarberg-Valangin und dessen Gattin Louise von Neuenburg-Vaumarcus. 1474 kam er in den Besitz der Freigrafschaft Bauffremont, als er sich mit Guillemette de Vergy aus dem Haus Vergy vermählte. 1497 folgte er seinem Vater als Herr von Valangin.
Claude und seine Gemahlin bestätigten und erweiterten die Freiheiten ihrer Untertanen. Auch liessen sie die Kirche von Le Locle ausbauen sowie in La Sagne und Les Brenets Gotteshäuser errichten. Ferner gründeten sie 1506 eine dem heiligen Petrus geweihte Kollegiatkirche in Valangin. Angeblich ging deren Bau auf ein Gelöbnis zurück, das bei einem während der Heimkehr von der Pilgerreise nach Jerusalem aufgetretenen Seesturm ausgesprochen worden war. Das Kapitel der Kollegiatkirche setzte sich aus dem Propst und sechs Chorherren zusammen.
Während des Schwabenkriegs trat Claude von Aarberg-Valangin  als Verbündeter der Eidgenossen auf und unterstützte diese militärisch in der am 22. Juli 1499 ausgetragenen Schlacht bei Dornach. Ausserdem kämpften seine Soldaten auch bei den italienischen Feldzügen von 1512 mit. Claude starb 1517 und wurde in der von ihm gestifteten Kollegiatkirche im Stiftergrab in Valangin beigesetzt. Aus seiner Ehe mit Guillemette de Vergy war nur eine Tochter Louise hervorgegangen, die sich 1503 mit Graf Philibert de Challant vermählte und mit ihm einen Sohn René hatte. Philibert starb bereits 1517 und seine Gattin Louise zwei Jahre später, woraufhin Claudes Witwe Guillemette de Vergy die Vormundschaft über ihren Enkel übernahm.